# Labalme
Labalme és un municipi francès, situat al departament de l'Ain i a la regió d'Alvèrnia-Roine-Alps. El 2018 tenia 215 habitants.